# Hemopure
L'Hemopure è un sostituto del sangue naturale non umano, ma che contiene emoglobina purificata estratta da sangue bovino, recentemente approvato negli Stati Uniti dalla Food and Drug Administration.
Dato che non contiene membrane plasmatiche, non dovrebbe creare problemi di reazioni crociate.